# قهوه و سیگارها
قهوه و سیگارها (به انگلیسی: Coffee and Cigarettes)، یک فیلم مستقل به کارگردانی جیم جارموش است که در سال ۲۰۰۳ منتشر شد. این فیلم از یازده داستان کوتاه تشکیل شده که نکتهٔ مشترک تمامی آنها قهوه و سیگار است.

## سوژه‌ها
فیلم از یک رشته کمیک از فیلم‌های کوتاه سیاه‌وسفید، که به دنبال هم قرار گرفته‌اند تشکیل شده‌است، به خاطر اینکه شخصیت‌های فیلم مواردی همچون بستنی یخی کافئین دار، اوضاع پاریس در دههٔ ۱۹۲۰ و استفاده از نیکوتین به عنوان حشره‌کش را مورد بحث قرار می‌دهند- در حالی که در صحنه‌های فیلم کنار یکدیگر نشسته‌اند و قهوه می‌نوشند و سیگار دود می‌کنند، فیلم‌های کوتاه در ادامۀ یکدیگر قرار گرفته‌اند تا یک مضمون کلی را خلق کنند. بن مایۀ فیلم غرق شدن در مشغله‌های فکری، خوشی‌ها و عادت‌های روزمرۀ زندگی است و رشته‌های مشترک زیادی بین برداشت‌های کوتاه فیلم‌ها، همچون کلاف سیم پیچی تسلا، دانش پزشکی، اظهار عقیده ای که قهوه و سیگار، وعده غذایی سالمی را شکل نمی‌دهند (به‌طور معمول برای ناهار)، اقوام، لیز (سینگکو و جوئی، و اشاره ای به اسپایک لی)، پرتگویی، بدفهمی، موسیقی دانان، شباهت‌های بین نوازندگی و مهارت پزشکی، موسیقی صنعتی، نیکنامی زبانزد، و ایدهٔ نوشیدن قهوه قبل از خواب به منظور دیدن رویاهای فوری وجود دارد.

## بازیگران
- روبرتو بنینی
- کیت بلانشت
- استیو بوشمی
- جوئی لی

## مطالعه بیشتر
- کتاب «قهوه و سیگار با جارموش» اثر Ludvig Hertzberg (عنوان اصلی: Jim Jarmusch: Interviews (Conversations with Filmmakers Series))